# Andrzej Tymowski

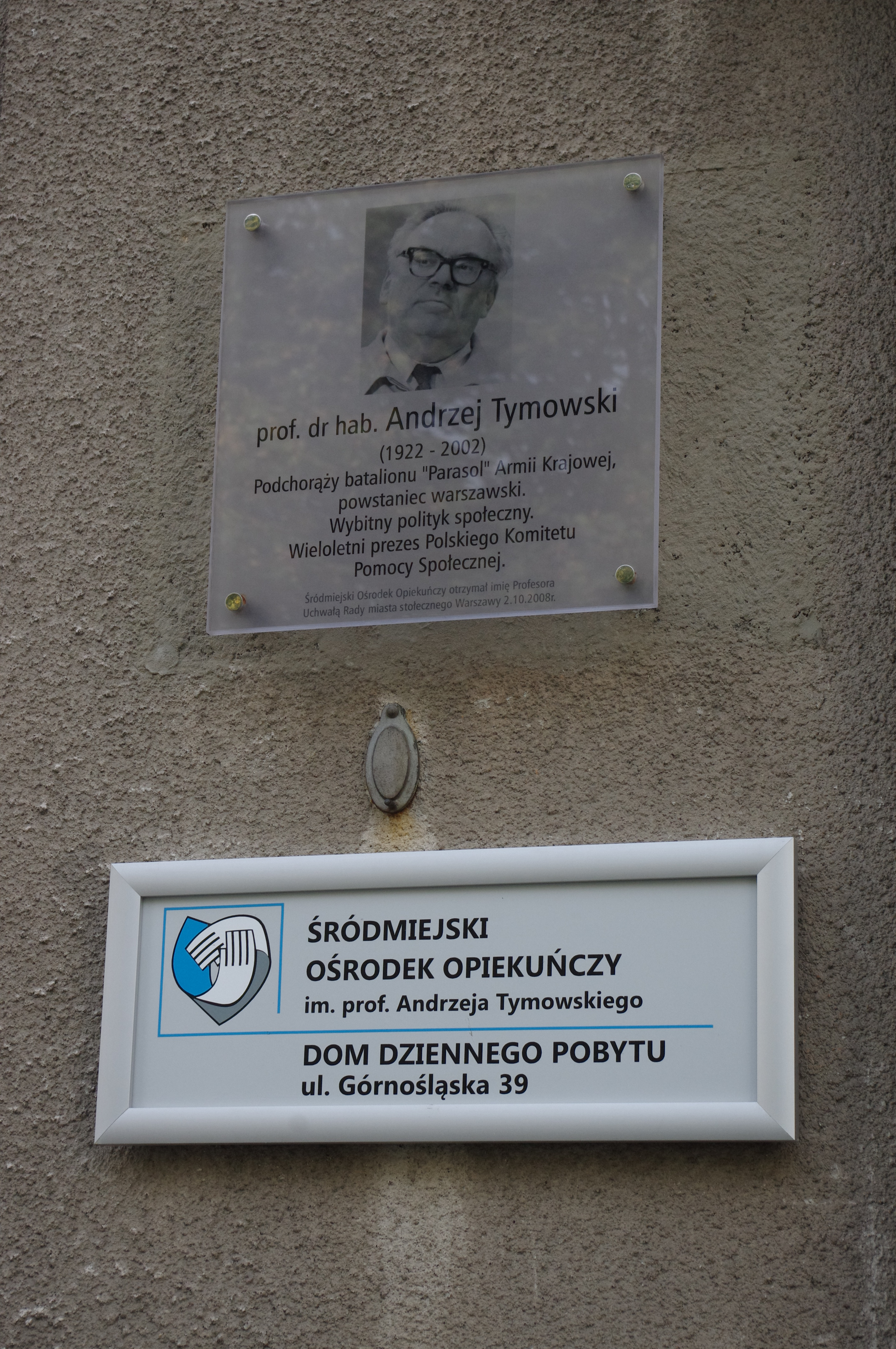
Tablica upamiętniająca socjologa Andrzeja Tymowskiego na ul. Górnośląskiej 39 w Warszawie, na budynku Śródmiejskiego Ośrodka Opiekuńczego im. Andrzeja Tymowskiego

Andrzej Tymowski ps. Nowakowski (ur. 22 grudnia 1922 w Łodzi, zm. 15 października 2002 w Warszawie) – polski socjolog, profesor Uniwersytetu Warszawskiego. Pracownik Ośrodka Badań nad Tradycją Antyczną w Polsce i Europie Środkowo-Wschodniej UW, Dyrektor Programów Międzynarodowych, kapral podchorąży Armii Krajowej, intendent III plutonu 3. kompanii batalionu „Parasol”, powstaniec warszawski.

## II wojna światowa
Syn Jana Tymowskiego i Celiny Bojanowskiej. Podczas okupacji hitlerowskiej początkowo działał w kompanii „Wawer” batalionu „Kiliński”. Następnie wprowadzony przez Jerzego Jarkiewicza (ps. „Leszek”) w szeregi batalionu „Parasol”. W stopniu kaprala podchorążego pełnił tam m.in. funkcję intendenta III plutonu 3. kompanii. Brał również udział w akcjach bojowych (m.in. odbicie z rąk niemieckich Benedykta Sylwestrowicza ps. „As”; znajdował się w grupie osłony). W 1944 uczestniczył w powstaniu warszawskim. Ciężko ranny na Woli, przeszedł amputację nogi.

## Edukacja i tytuły naukowe
Student prawa na tajnym Uniwersytecie Warszawskim. W 1945 r. zdobył tytuł magistra prawa na Uniwersytecie Jagiellońskim. W latach 40. studiował nauki ekonomiczne na Sorbonie we Francji. W 1951 r. uzyskał stopień doktora praw. Od 1964 r. pracował w Instytucie Pracy. W latach 70. odbywał staż na European Centre for Social Wolafre Training w Wiedniu. W 1976 r. był ekspertem przy ONZ w grupie debatującej w sprawie minimum poziomu życia. Dwa lata później otrzymał od Rady Państwa tytuł profesora nadzwyczajnego nauk ekonomicznych.

## Funkcje
Od 1978 r. był profesorem Uniwersytetu Warszawskiego. Pełnił tam również funkcję prorektora. W latach 80. był radnym Stołecznej Rady Narodowej. W sierpniu 1980 r. znajdował się w grupie ekspertów przybyłych z Warszawy, którzy wsparli Międzyzakładowy Komitet Strajkowy na Pomorzu. W latach 1981–1982 pełnił rolę wiceprzewodniczącego Rady Programowo-Konsultacyjnej przy Ośrodku Prac Społeczno-Zawodowych NSZZ Solidarność. Od 1984 r. był dyrektorem Instytutu Profilaktyki i Resocjalizacji. Od 1986 do 1989 r. zasiadał w Radzie Konsultacyjnej przy Przewodniczącym Rady Państwa. W latach 90. był przewodniczącym Rady Polityki Społecznej przy Prezydencie Rzeczypospolitej Polskiej. Był również wykładowcą WSSE.
Został pochowany na cmentarzu Powązkowskim w Warszawie (kwatera 229-3-23/24).

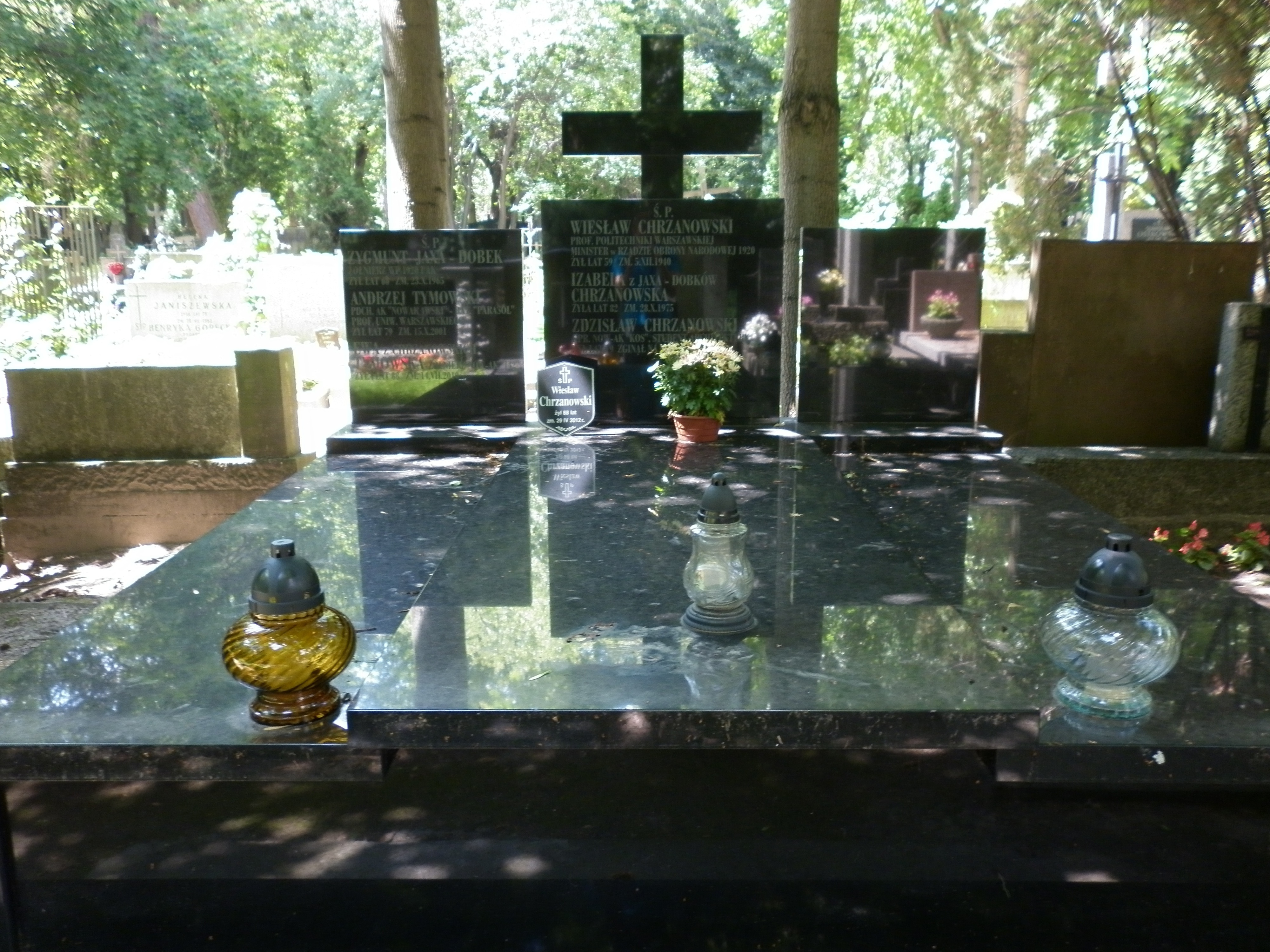
Grób Wiesława Chrzanowskiego i Andrzeja Tymowskiego na Starych Powązkach

## Odznaczenia
- Krzyż Walecznych
- Krzyż Kawalerski Orderu Odrodzenia Polski
- Krzyż Oficerski Orderu Odrodzenia Polski
- Krzyż Komandorski Orderu Odrodzenia Polski
- Medal im. W. Szuberta[4]

W 2008 r. jego imieniem nazwano Śródmiejski Ośrodek Opiekuńczy w Warszawie.